# Barsa-Kelmes

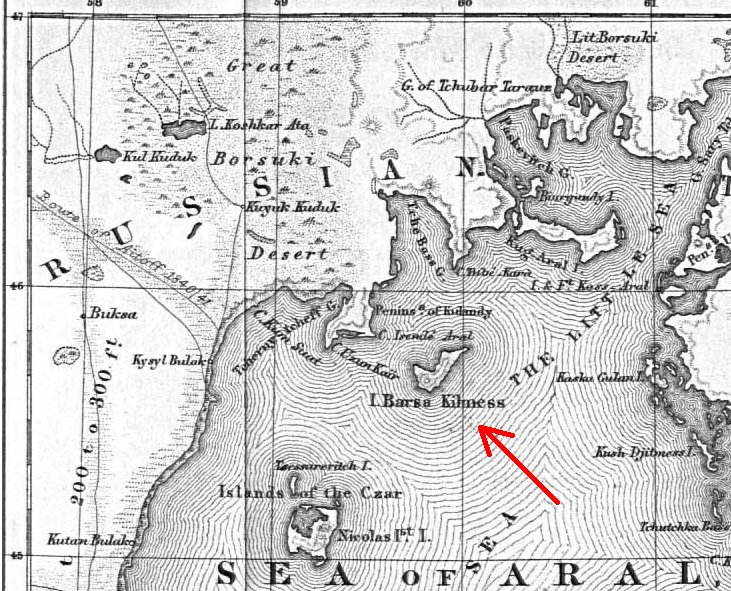
Barsa-Kelmes op een kaart uit 1853

Barsa-Kelmes (Kazachs: Барсакелмес, Barsakelmes wat betekent "plek vanwaar je niet terugkeert") is een verdwenen eiland in het noorden van het Aralmeer. 

## Geografie
Barsa-Kelmes was indertijd het grootste eiland in het Aralmeer. Door het uitdrogen van het meer is Barsa-Kelmes en omgeving geworden tot een verhoogd plateau boven de woestijnvlakte. In het begin van de uitdroging vormde het een groot deel van de scheiding tussen het Kleine Meer en het Grote Meer.

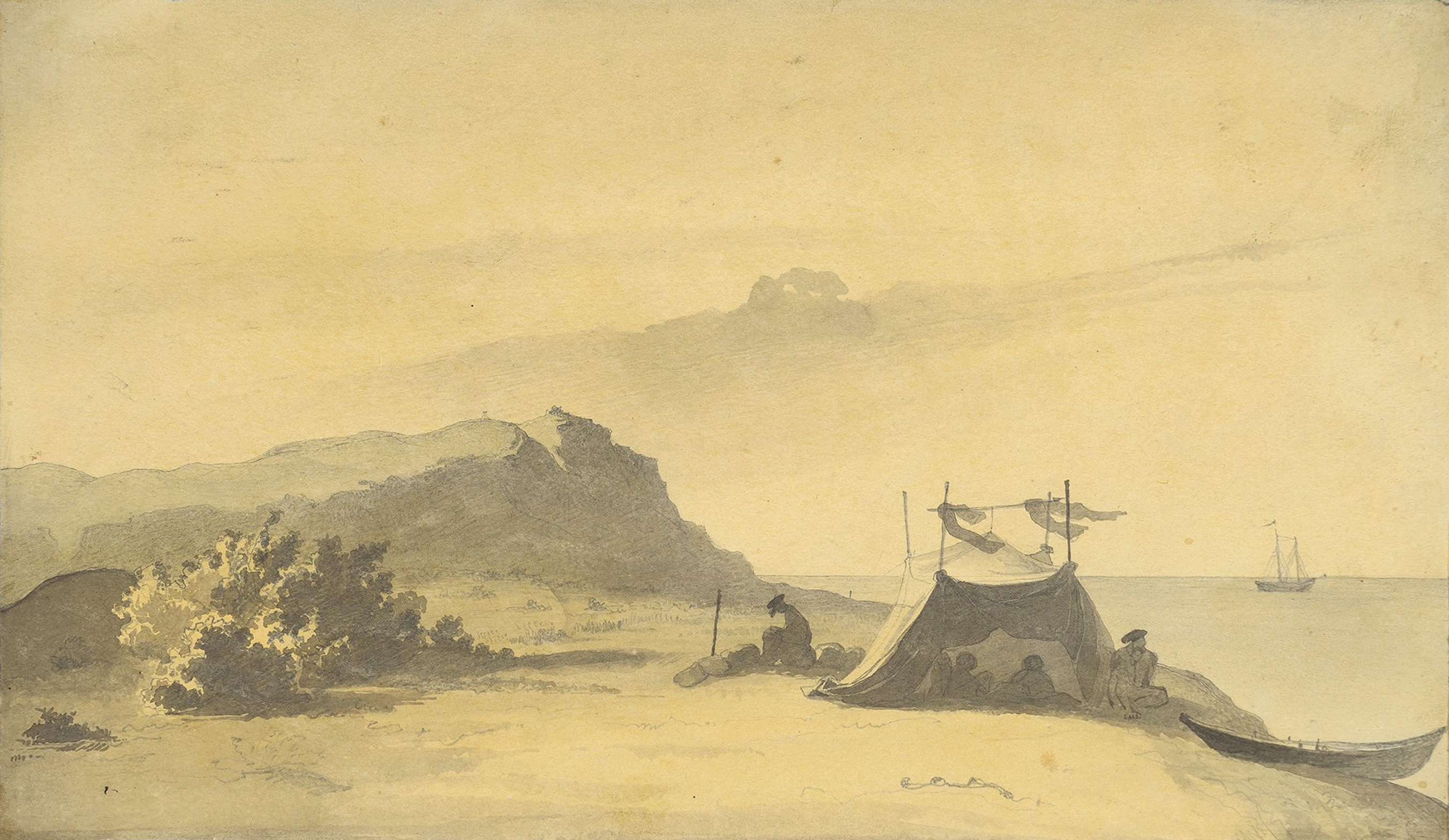
Taras Sjevtsjenko: Tent van de expeditie, 1848

In de jaren 1980 bedroeg de oppervlakte 133 km2; toen de zee ondieper werd, werd het steeds groter. In 1996 was het een schiereiland geworden en in 2009 lag het in het geheel niet meer in water. Het hoogste punt is 113 m. 
Het voormalig eiland ligt in het Natuurreservaat Barsa-Kelmes, waar nog de saiga, gazellen en kulans voorkomen. Vanwege de zoutafzettingen worden bezoekers aangeraden om bij sterke wind en stofstormen hun ogen dicht te doen.

## Geschiedenis
Het eerste opgetekende onderzoek op Barsa-Kelmes werd gedaan in augustus 1848, toen de geografen A. Maksjejev en A. Akisjev een topografisch onderzoek deden en het landschap beschreven. De eerste tekeningen van de lokale flora en fauna werden gemaakt door Taras Sjevtsjenko.

### Paranormale verschijnselen
In de 2e helft van de 20e eeuw gingen er broodjeaapverhalen rond over paranormale verschijnselen op het eiland. In het populair-wetenschappelijk magazine Technika Molodjozji (Techniek voor jongeren) werd een groot artikel hierover gepubliceerd, waarbij plaatselijk medisch student Sergej Loekjanenko als belangrijkste bron werd genoemd. (Техника молодежи, 1991, Nr. 3 en Nr. 4). Het ging om een verhaal over onregelmatigheden in het tijdsverloop op het eiland en mogelijke bezoeken door UFO's. Ook werd geschreven over brieven en verhalen van vissers die handelden over verdwenen expedities en andere mysteries.  
Later bekende Loekjanenko, thans een bekend Russisch schrijver, dat het om een hoax en een uit de hand gelopen grap ging. De brieven en verhalen van vissers waren gefabriceerd door hemzelf en een vriend. Door centrale media in de Sovjet-Unie was aan deze verhalen geloof gehecht en men had ze breder gepubliceerd.

## Trivia
Een springspin, de Sitticus barsakelmes werd genoemd naar dit eiland.